# Gare de Shin-Ōmuta
La gare de Shin-Ōmuta (新大牟田駅, Shin-Ōmuta-eki) est une gare ferroviaire de la ville d'Ōmuta au Japon. La gare est exploitée par la compagnie JR Kyushu.

## Situation ferroviaire
La gare de Shin-Ōmuta est située au point kilométrique (PK) 69,3 de la ligne Shinkansen Kyūshū.

## Histoire
La gare a été inaugurée le 12 mars 2011 pour la prolongation de la ligne Shinkansen Kyūshū de Shin-Yatsushiro à Hakata.

## Service des voyageurs

### Accueil
La gare dispose d'un bâtiment voyageurs ouvert tous les jours, avec des guichets et des automates pour l'achat de titres de transport.

### Desserte
- Ligne Shinkansen Kyūshū :
  - voie 11 : direction Hakata et Shin-Osaka
  - voie 12 : direction Kumamoto et Kagoshima-Chūō